# Lisa Sparks
Lisa Sparxxx (sinh ngày 6 tháng 10 năm 1977), là một đạo diễn, diễn viên phim khiêu dâm người Mỹ. Ngày 16 tháng 10 năm 2004, cô đã thiết lập kỷ lục thế giới khi quan hệ tình dục với 919 người đàn ông trong một ngày.

## Tiểu sử
Sparxxx được sinh ra tại Bowling Green, bang Kentucky, Hoa Kỳ. Trước khi bước chân vào ngành công nghiệp phim khiêu dâm cô đã theo học tại đại học Kentucky, cô tốt nghiệp với tấm bằng thạc sĩ ngành truyền thông đa phương tiện. Để trang trải trong suốt quá trình học của mình,cô đã làm việc và quản lý một của hiệu cắt tóc.
Sparks gia nhập vào ngành công nghiệp phim khiêu dâm vào năm 2002 khi cô mở trang web, LisaSparxxx.com. Tập phim đầu tay của cô ra mắt năm 2003 với tên Dirtier Debutants #4 (2003). Từ năm 2002–2004, cô là người dẫn chương trình của KSEX Radio. Đã có một số suy đoán cho rằng cô đã giải nghệ, nhưng trong một cuộc phỏng vấn cô cho biết cô vẫn chưa hề có ý định rút lui.
Ngày 16 tháng 10 năm 2004 tại Warsaw, Ba Lan, cô đã thiết lập kỷ lục thế giới khi quan hệ tình dục với 919 người đàn ông chỉ trong một ngày, thiết lập kỷ lục thế giới về khả năng quan hệ tình dục với nhiều người nhất.
Cô cũng đã tham gia trong mùa thứ hai của chương trình truyền hình thực tế The WB, The Surreal Life. Cô cũng xuất hiện trong video ca nhạc "Risky Business"   của nghệ sĩ hip hop Murs hợp tác cùng với Shock G.
Năm 2005, cô đóng vai Meiko trong phim The Witch's Sabbath, một bộ phim kinh dị của đạo diễn Jeff Leroy.